# برنارد أ. بيرن
برنارد أ. بيرن (بالإنجليزية: Bernard A. Byrne)‏ هو عسكري أمريكي، ولد في 19 أكتوبر 1853 في Newport Barracks ‏ في الولايات المتحدة، وتوفي في 2 فبراير 1910.